# Solanum oxyphyllum
Solanum oxyphyllum är en potatisväxtart som beskrevs av Conrad Vernon Morton. Solanum oxyphyllum ingår i släktet skattor som ingår i familjen potatisväxter. Inga underarter finns listade i Catalogue of Life.